# 1432
1432 (MCDXXXII) fue un año bisiesto comenzado en martes del calendario juliano.

## Acontecimientos
- Fundación de la Universidad de Caen por Enrique VI de Inglaterra.
- 1 de enero - España: Yusuf IV es proclamado sultán de Granada tras una sublevación popular que destrona a Muhammad IX.
- 1 de junio - Batalla de San Romano. Florencia vence a Siena.
- Sexto asedio otomano a Constantinopla

## Arte y literatura
- Políptico de Gante, por Jan van Eyck.

## Nacimientos
- Alvise Cadamosto - explorador italiano
- 1 de enero - Rodrigo Borja, luego papa Alejandro VI.
- 15 de enero- Alfonso V de Portugal.
- 17 de enero - Antonio Pollaiuolo, pintor y escultor italiano.
- 30 de marzo - Mehmed II, sultán Otomano.
- 15 de agosto - Luigi Pulci, poeta italiano.

## Fallecimientos
- 5 de mayo - Francesco Bussone da Carmagnola, aventurero italiano.
- 29 de junio - Jano, rey de Chipre.
- 19 de octubre - John de Mowbray segundo Duque de Norfolk, político inglés.